# The Cycle Is Complete
| Recensione          | Giudizio       |
| ------------------- | -------------- |
| AllMusic            | [ 2 ]          |
| Sputnikmusic        | 3.5 (Great)    |
| Ondarock            | Pietra miliare |
| Storia della musica | [ 5 ]          |
| Uncut               | [ 6 ]          |

The Cycle Is Complete è l'unico album solista del musicista canadese Bruce Palmer, già bassista della formazione originale dei Buffalo Springfield. Fu pubblicato dall'etichetta discografica Verve Forecast Records nel febbraio del 1971.
Nella formazione che accompagna Palmer sono presenti alcuni membri dei Kaleidoscope (Chester Crill, Paul Lagos, Jeff Kaplan e Richard Aplan), nonché Rick James, futura star del Funk.

## Tracce
Lato A
1. Alpha-Omega-Apocalypse – 16:45 (Bruce Palmer)
2. Interlude – 1:55 (Bruce Palmer)

Lato B
1. Oxo – 8:00 (Bruce Palmer)
2. Calm Before the Storm – 10:12 (Bruce Palmer)

## Musicisti
- Bruce Palmer - chitarra acustica, basso fender, chitarra elettrica
- Ed Roth - organo
- Rick Matthews[10] - percussioni, voce
- Big Black (Danny Ray) - congas
- Paul Lagos - batteria
- Jeff Kaplan - pianoforte
- Templeton Parcely - violino
- Richard Aplan - oboe, flauto

Note aggiuntive
- Bruce Palmer e Don Hall - produttori
- Registrazioni effettuate nel 1970 al Sound Factory di Hollywood, California
- Dave Hassinger - ingegnere delle registrazioni
- Ed Caraeff - fotografie
- Wayne Kimbell - design album
- Ringraziamenti speciali a: Joy Adler e Ken Mansfield[11]